# Mas del Metge
El Mas del Metge és una obra noucentista de la Selva del Camp (Baix Camp) inclosa a l'Inventari del Patrimoni Arquitectònic de Catalunya.

## Descripció
Mas amb un vell edifici de planta quadrada. Façana arrebossada, que imita línies de carreus. Tres obertures a la planta baixa, la primera segueix fent ús de porta, les dues restants han esdevingut finestres. Al capdamunt de la façana, al terrat, hi ha una barana o balustrada amb motiu geomètric; al centre, una mena d'espadanya de ferro amb una campana, i a sota d'ella es troba la data de construcció esgrafiada (año 1895). La porta i les finestres de la planta baixa són d'arc carpanell. Damunt d'aquestes i de les finestres del primer pis hi ha un trencaaigües decorat en el centre de la part superior i en els seus extrems amb motius zooformes. Les finestres altes reposen sobre lleixes també decorades en mènsules figurades. A la façana hi ha també uns bancs decorats amb petites rajoles vidrades. Sota la balustrada, decoració imitant mènsules.

## Història
L'edifici principal es va bastir l'any 1895. S'hi accedeix per la carretera de Pertdelgada, per un camí que arrenca d'una creu de pedra i que salva la riera gràcies a un pont nou. Actualment, la finca, a més d'explotació agrícola, es fa servir com a granja.